# اشتباكات محافظة إدلب (يوليو 2017)
اشتباكات محافظة إدلب كانت سلسلة من المواجهات العسكرية بين أحرار الشام وهيئة تحرير الشام. خلال الاشتباكات، حاولت تحرير الشام الاستيلاء على معبر باب الهوى الحدودي، مما أثار قلق تركيا، التي تفضل أن تكون أحرار الشام مسيطرة على المعبر. ونتيجة لهذه الاشتباكات، سيطرت تحرير الشام على مدينة إدلب، ومعبر باب الهوى الحدودي، ومعظم المناطق الواقعة على طول الحدود التركية في محافظة إدلب.

## خلفية
قال المرصد السوري لحقوق الإنسان إن القتال قد بدأ عندما أطلقت تحرير الشام النار على المتظاهرين في أنحاء محافظة إدلب الذين كانوا يحملون علم الانتداب الفرنسي لعام 1932، والذي اعتمدته مؤخرا أحرار الشام بالإضافة إلى علمها الإسلامي الأبيض الأصلي. تحرير الشام، التي تتبنى الراية السوداء، تعارض استعمال العلم ثلاثي الألوان. المنافسان اتهما بعضهم البعض بإثارة هذه الجولة من القتال في إبلين.

## الاشتباكات
قبل اندلاع القتال الكبير، في 14 يوليو، وقعت اشتباكات بين أحرار الشام وصقور الشام ضد تحرير الشام في مواقع متعددة في محافظة إدلب، بما في ذلك سراقب وجبل الزاوية.
في 19 يوليو، استولت قوات تحرير الشام على بلدة سلقين، وفي وقت لاحق من ذلك اليوم استولت على الدانا وسراقب. في 20 يوليو، استولت تحرير الشام على بلدة أطمه الحدودية من أحرار الشام. بعد السيطرة على أطمة، حاولت تحرير الشام الاستيلاء على معبر باب الهوى الحدودي في حملتها لعزل أحرار الشام عن تركيا. في 21 يوليو، توجهت قافلة لقوات من فيلق الشام وحركة نور الدين الزنكي، التي تركت تحرير الشام في اليوم السابق، إلى دارة عزة قرب خطوط المواجهة بين أحرار الشام وتحرير الشام. ولكن قبل أن تصل القافلة إلى خطوط المواجهة، اعترضتها تحرير الشام، واضطرت إلى الانسحاب. وفي اليوم نفسه، تم التوصل إلى اتفاق لوقف إطلاق النار بين أحرار الشام وتحرير الشام، وهو اتفاق انطوى على انسحاب أحرار الشام من معبر باب الهوى الحدودي وتسليم السيطرة عليه إلى مجلس مدني. وبعد ذلك بوقت قصير، دخلت تحرير الشام بلدتي معرة مصرين ورام حمدان، بعد أن انسحبت أحرار الشام الشام دون قتال.
نظرت روسيا وتركيا في التدخل من أجل إحلال السلام في المنطقة.
في 22 يوليو، استولت تحرير الشام على الأجزاء المتبقية من مدينة إدلب التي لا تخضع لسيطرتها، حيث قامت أحرار الشام بإخلاء المدينة متجهة نحو الأجزاء الجنوبية من محافظة إدلب؛ وفي اليوم التالي، اتفق الجانبان على تجديد وقف إطلاق النار. على الرغم من ذلك، قام مقاتلو تحرير الشام والحزب الإسلامي التركستاني أيضا، بطرد أحرار الشام من معبر خربة الجوز الحدودي، واشتبكوا معها في ريف جسر الشغور الغربي. كما أدى انفجار سيارة مفخخة في مدينة إدلب إلى مقتل ما بين 13 و52 شخص، بمن فيهم ما يصل إلى 50 من أعضاء تحرير الشام و2 من المدنيين.